# Pukehina
Pukehina est une localité située dans la région de la Baie de l'Abondance, dans le nord de l’île du Nord de la Nouvelle-Zélande.

## situation
Pukehina est à la fois une plage de sable blanc, un estuaire, des fermes avec des maisons résidentielles.
Plus loin vers le sud-est, il y a une zone extensive de terrain appartenant aux Maoris, qui ne fait pas partie de la plage de Pukehina elle-même.
Vers le nord-ouest, à l’entrée de l’estuaire et autour de la pointe se trouve la plage de Newdicks (en).
Otamarakau (maori de Nouvelle-Zélande : Ōtamarākau) est une plage et une communauté au sud de Pukehina.
Vers l’est-nord-est, se trouve l’île de Whakaari/White Island, volcan actif visible par beau temps, avec un sommet de 1 600 m.

## Activités
Les activités locales sont le surf, la planche à voile, le kite-surf, le bateau à voile et les fermes agricoles.
Il y a un terrain de camping situé à l’extrémité sud-est de la plage.
La plage doit être considérée comme assez dangereuse pour les surfeurs inexpérimentés et pour les nageurs, par la présence de courants violents et par le caractère raide des berges le long des six kilomètres de la plage.
Les vents au-delà de la rive soufflent du sud-ouest, ce qui est un peu inhabituel car les vents dominants en Nouvelle-Zélande viennent de l’ouest.
La zone bénéficie aussi de plus d’heures d'ensoleillement que les autres endroits du pays.

## Faune
Des requins et des phoques ont été signalés vers la plage,.
Plusieurs phoques morts ont été drossés par la mer sur la plage en août 2019.

## Géographie
La plage de Pukehina est localisée à 20 minutes de voiture de Te Puke, la capitale du kiwi de Nouvelle-Zélande.
La route vers Pukehina est spectaculaire ; Pukehina est un endroit idéal pour le tourisme et pour les personnes qui aiment rester sur une plage plus sûre et moins fréquentée que de nombreuses autres plages de Nouvelle-Zélande ; les bateaux peuvent être mis à l'eau via une rampe qui donne dans l'estuaire.
De l’autre côté de l’estuaire se trouve le village de Little Waihi puis assez proche, la ville de Maketu.

## Histoire
Le Marae d’Ōtamarākau et sa maison de rencontre de Waitahanui a Hei sont les lieux de partage traditionnels de l’hapu des Ngāti Mākino (en) de la tribu des  Ngāti Mākino (en) et des Ngāti Te Awhe (en) ,.
En 2017, Pukekina a subi une augmentation exponentielle du prix des maisons du fait de la croissance de la demande pour les résidences secondaires tant en Nouvelle-Zélande qu’en Australie, en Chine et aux États-Unis.
En 2018, des développeurs soumirent une demande à l’approbation des planifications pour convertir une ferme laitière de 165 hectares en un village au mode de vie écologique durable et un marais humide fut restauré pour les oiseaux comme les Matuku qui sont en danger critique de disparition .
Le club de surf de Pukekina put remplacer, à la fin de l’année 2018, son local et son hangar à bateau par un nouveau bâtiment de 2,4 millions de $.

## Éducation
L’école de Pukehina est une école primaire, mixte, publique, allant des années 1 à 8  avec un effectif de huit élèves en mars 2020.